# Twende
Twende é uma série de animação queniana criada por Charlie Maas, Regan Maas, Mike Scott e Kayla Archer, produzida pela Braintrust e Mind's Eye Creative e estreou no Showmax em 4 de dezembro de 2023.

## Enredo
A série é situado na cidade fictícia de Milima, na África Oriental, Twende um pangolim que conduz boda-boda, cuja crença de que “a vida é sobre a viagem, não sobre o destino” está constantemente em conflito com o seu trabalho.

## Personagens
- Twende (Voz de: Junior Nyong’o[3]) um pangolim que é o protagonista da série.[1]
- Nuru (Voz de: June Gachui) um rolieiro azul que é a melhor amiga do Twende.[1]
- Boss (Voz de: Elsaphan Njora) um hiena.[1]
- Kimbe (Voz de: Charles Ouda) uma chita que é uma dublê vistosa.[1]
- Madame Mongoose (Voz de: Mkamzee Mwatela) a antagonista da série, uma mangusta que é a CEO da empresa de maior sucesso de Milima, Goober. Ela é rival do Boss.[1]